# دنیل سوورن
دنیل سوورن (انگلیسی: Daniel Swern; ۲۱ ژانویهٔ ۱۹۱۶ – ۵ دسامبر ۱۹۸۲) شیمیدان اهل ایالات متحده آمریکا بود. اکسایش سوورن در شیمی آلی به افتخار وی نامگذاری شده‌است.